# GTSCR1
GTSCR1 (англ. Gilles de la Tourette syndrome chromosome region, candidate 1) – білок, який кодується однойменним геном, розташованим у людей на довгому плечі 18-ї хромосоми. Довжина поліпептидного ланцюга білка становить 136 амінокислот, а молекулярна маса — 15 623.
| 10         |  | 20         |  | 30         |  | 40         |  | 50         |
| ---------- |  | ---------- |  | ---------- |  | ---------- |  | ---------- |
| MQSDIYHPGH |  | SFPSWVLCWV |  | HSCGHEGHLR |  | ETAEIRKTHQ |  | NGDLQIRGGR |
| GRRESTEIFQ |  | VASVTEGEES |  | PPAICMEVFL |  | FLWFIAPIYA |  | CVCRIFKIQV |
| RNTVKNSSTA |  | SLAPSISTSE |  | ERQIRIERHH |  | YHLYGQ     |  |            |

A: Аланін

C: Цистеїн

D: Аспарагінова кислота

E: Глутамінова кислота

F: Фенілаланін

G: Гліцин

H: Гістидин

I: Ізолейцин

K: Лізин

L: Лейцин

M: Метіонін

N: Аспарагін

P: Пролін

Q: Глутамін

R: Аргінін

S: Серин

T: Треонін

V: Валін

W: Триптофан

Локалізований у мембрані.